# Battaglia di Lepanto (1500)
La seconda battaglia di Lepanto, nota anche come battaglia di Modone si svolse nel 1500, come parte della guerra turco-veneziana del 1499-1503, tra l'Impero ottomano e la Repubblica di Venezia. Si risolse con la vittoria della flotta turca, guidata dall'ammiraglio Kemal Re'is e con la caduta della fortezza di Modone.
Tra il XV e il XVI secolo il braccio di mare tra Capo Zonchio e Modone fu anche il teatro di una battaglia nel 1499 e del grande scontro navale tra la Lega Santa e l'Impero ottomano del 1571.

## Antefatti
Al principio del 1500 l'Impero ottomano, incoraggiato dalla vittoria ottenuta per mare a Capo Zonchio e per terra con la conquista di Lepanto che gli aveva permesso di ottenere il controllo sul golfo di Patrasso, decise di intraprendere una campagna volta a sottrarre alla Repubblica di Venezia l'intero Peloponneso e le Isole Ionie. I veneziani, consapevoli di non poter fronteggiare da soli la crescente minaccia turca, cercarono di scendere a trattative senza ottenere risultati tangibili. Chiesero allora aiuto alle potenze europee ma rispose solo la Spagna inviando una flotta a Messina guidata da Gonzalo Fernández de Córdoba.
Dopo mesi di preparativi, il 6 aprile il sultano Bayezid II lasciò Istanbul dirigendosi all'accampamento principale dell'esercito ottomano, presso Adrianopoli. Nel frattempo, le forze provenienti dall'Anatolia attraversarono lo Stretto dei Dardanelli presso Gallipoli e una grande flotta salpò dal Corno d'Oro diretta al Negroponte.
I veneziani si trovavano in una situazione difficile poiché molte delle galee presenti nei loro possedimenti dello Ionio e dell'Egeo versavano in cattive condizioni. La popolazione locale, che mal sopportava il loro dominio, era restia prestare servizio al remo o ad essere reclutata per combattere contro i turchi. Non era migliore la situazione di diverse fortezze come Modone, Corone, Navarino e Nauplia che, benché possenti, necessitavano di lunghi interventi di manutenzione, erano dotate di pochi pezzi d'artiglieria e di scarse riserve di viveri e munizioni.
Verso la fine di maggio il sultano si accampò attorno a Lamia mentre la sua armata si divise in tre eserciti. Il primo, guidato da Amar Pascià, beilerbei d'Anatolia, e forte di 30000 asapi e altrettanti cavalieri raggiunse Livadia con l'intenzione di recarsi a Lepanto e accompagnare la flotta lungo la costa. Il terzo, con a capo il beilerbei di Morea, si accampò vicino a Larissa, in Tessaglia. Il terzo, di circa 20000 uomini e guidato da Mesih Pascià, beilerbei di Rumelia, raggiunse Megara ma poi puntò verso la città serba di Smederevo poiché i turchi temevano un'offensiva da parte degli ungheresi.
La flotta principale, raggiunto il Negroponte, sfilò davanti a Nauplia e dopo aver circumnavigato il Peloponneso entrò nel golfo di Patrasso. Era guidata da Kemal Reis, vincitore della battaglia navale dell'anno precedente, e da Alimek e Mamuk Pascià. I turchi disponevano però di altre due flotte minori, una di 26 navi nel golfo di Arta, presso Prevesa e una di 30 navi presso la foce della Voiussa, a nord di Valona, che però erano ancora prive di remi, alberi, vele e non avevano subito il calafataggio. I veneziani vennero a sapere dalla loro rete di spie che l'intento dei turchi era di portarsi con la flotta principale alla Prevesa al fine di riunirsi con quelle navi per poi attaccare Modone, Corone, Navarino e Nauplia mentre la flotta di Valona avrebbe tenuto impegnata Corfù. D'altra parte anche i turchi, grazie ai locali e ai numerosi disertori, appresero la precaria situazione in cui si trovavano le fortezze e la flotta veneziana.
A giugno il beilerbei d'Anatolia, accampato a Corinto entrò nella Morea puntando su Modone. I rettori del borgo e di quella fortezza, Marco Gabriel e Antonio Zantani, sapendo di non poter resistere a lungo contro le soverchianti forze turche, chiesero aiuto alla flotta veneziana che però in quel momento non si era ancora riunita.
Il 12 giugno l'esercito turco si accampò davanti a Nauplia ma a causa della povertà di risorse della campagna circostante abbandonò la posizione trasferendosi presso Tripoli, dove vi era abbondanza d'erba e acqua, lasciando solo 3000 uomini ad Argo per assicurarsi il vettovagliamento.

## Scontri

### Assedio di Modone
Il 20 giugno un esercito di 12000 asapi e 600 giannizzeri guidato dai beilerbei di Anatolia e Rumelia si presentò davanti a Modone e piantò due accampamenti a forma di "L" un miglio a nord del borgo. Ormai da molti giorni all'interno della fortezza fervevano i lavori per realizzare cinque ripari a forma di bastione sopra le mura settentrionali, che si affacciavano sul borgo. Il problema maggiore era però costituito dalla mancanza di viveri, dalla poca acqua presente nelle cisterne, dalla scarsità di munizioni, frecce e polvere da sparo nonché dalla mancanza di denaro con cui pagare gli stradiotti, molti dei quali disertavano informando il nemico. Subito i rettori si affrettarono a caricare donne e bambini sulle poche navi rimaste nel porto, che veleggiarono al sicuro verso Creta.
I turchi tentarono subito di fare irruzione nel borgo per depredarlo e potersi spingere davanti alla fortezza ma una flottiglia di 12 galee guidata da Girolamo Contarini, provveditore e vice-capitano da mar, si posizionò presso la spiaggia e li contrastò con l'artiglieria costringendoli a ritirarsi. Il giorno successivo circa 3000 turchi assaltarono la fortezza di Navarino venendo respinti dai difensori.
L'8 luglio i turchi, dopo aver costruito un bastione sull'altura di Santa Veneranda, iniziarono a piantare due grosse bombarde davanti alla fortezza e quattro giorni dopo iniziarono il bombardamento, che continuò quasi incessante, giorno e notte, fino all'assalto finale. Grazie al continuo arrivo di rinforzi, il numero dei nemici era nel frattempo cresciuto sino a 30000 unità (secondo altre fonti contemporanee addirittura 60000-70000), alloggiate in tre accampamenti. Sull'altura si accampò anche il beilerbei, all'interno di un grande padiglione rosso che visto dalla fortezza pareva un castello. Già tre giorni dopo il bombardamento si era fatto così intenso che i rettori dubitarono di poter resistere a lungo e chiesero insistentemente aiuto alla flotta veneziana che tardava ad arrivare. All'interno della fortezza vi erano 7000 uomini ma era rimasta polvere da sparo solo per una decina di giorni ed appena sei casse di frecce. Alla difesa del porto non restavano che tre galee.
Il 16 luglio i turchi avevano catturato il borgo di Modone e la loro artiglieria aveva fatto crollare il torrione a difesa dell'unico ponte che attraversava il fossato. Avevano poi avvicinato le bombarde alla fortezza, posizionandole in tre punti. I veneziani, d'altra parte, erano riusciti a uccidere circa 4000 turchi con gli schioppi e i pochi pezzi d'artiglieria a disposizione, avevano inoltre affondato una galea grossa e una galea sottile che si erano maldestramente avvicinate alla spiaggia finendo per incagliarsi ed essere bersagliate dai cannoni.
Il 19 luglio, all'alba, la flotta turca si presentò sul lato di ponente della fortezza e scaricò l'artiglieria sulle sue mura per circa quattro ore, dopodiché lasciò alcune navi nel porto di Modone e si ritirò due miglia verso nord, posizionandosi presso alcuni scogli dove nei giorni successivi scaricò a terra una grande quantità di bombarde, passavolanti, mortai, archibugi, schioppi e persino trabucchi. A fine mese un terzo dei difensori era stato ucciso o ferito e i veneziani non erano più in grado di sporgersi dai ripari senza essere colpiti dagli archibugi o dai cannoni nemici.

### Battaglia navale
Già all'inizio di giugno, tramite alcuni informatori sull'isola di Chio, i veneziani avevano appreso che una flotta ottomana di 220 navi guidata da Kemal Reis si stava dirigendo verso il golfo di Patrasso. Era composta da due galeazze, due navi grosse, 18 navi, 6 galee grosse, 60 galee sottili e il resto fuste, brigantini, palandarie e grippi. Erano inoltre al corrente che una flotta nemica di 10 galee grosse e 16 galee sottili, guidata da Fatih Pascià si trovava nel golfo di Arta presso Prevesa e un'altra composta da 30 navi tra fuste e galee presso Valona. Il solo equipaggio di queste ultime doveva essere composto da circa 10000 rematori, 8000 asapi, 600 giannizzeri e 2000 soldati cristiani, perlopiù greci.
Il 18 giugno tutte le navi della flotta turca si erano ormai riunite davanti a Lepanto. Dall'altra parte Melchiorre Trevisan, capitano generale da mar, cercava faticosamente di radunare le malridotte galee veneziane che giungevano alla spicciolata presso i porti delle Isole Ionie e risultavano spesso in cattive condizioni e con equipaggi e munizioni insufficienti per poter sostenere uno scontro con una flotta ben più potente. Non poche non avevano ancora subito il calafataggio o erano prive di remi e di alberi.
Il capitano generale nei giorni precedenti aveva comunque inviato due galee grosse, la Tiepola e la Pasqualiga, alla foce della Voiussa. Gli equipaggi di quelle navi prelevarono alcuni grossi massi da una cava della zona e li utilizzarono per ostruire la foce del fiume, che in quel periodo dell'anno risultava profondo appena tre piedi e mezzo ed era larga mezza galea. In questo modo impedirono alla flotta ottomana di Valona di uscire in mare e ricongiugersi con gli alleati, fornendo più tempo a quella veneziana per terminare i preparativi. Nelle settimane successive i turchi cercarono di allontanare i veneziani dalla foce per disostruirla senza riuscirvi. Puntarono allora a trasportare le navi via terra direttamente sino alla spiaggia ma queste operazioni richiesero molto tempo e la flotta di Valona non prese parte alla battaglia che si sarebbe verificata un mese dopo. Otto galee veneziane al comando di Marco Orio, stazionavano invece davanti all'imboccatura del golfo di Arta per cercare di impedire l'uscita alla flotta di Prevesa.
Il 26 giugno il Trevisan lasciò Corfù con le galee raccolte o intercettate attorno all'isola e due giorni dopo raggiunse Capo Lefkada, il promontorio più meridionale dell'isola di Leucade dove si riunì con le navi di Giacomo Venier, capitano delle galee grosse e di Girolamo Contarini, vice-capitano generale. Il giorno dopo sei galee sottili e tre fuste turche uscirono dal golfo di Patrasso e scacciarono le cinque galee veneziane che vi erano appostate per sorvegliare i movimenti delle navi nemiche, facendo da apripista per il resto della flotta ottomana che da Lepanto iniziò a muoversi verso ponente e raggiunse le Echinadi mentre la flotta veneziana arretrò tra Capo Lefkada e Capo Fiskardo, lasciando solamente due galee in zona.
Il 4 luglio la flotta veneziana, dopo una sosta a Parga, si attestò tra Paxos e Antipaxos mentre la turca attese l'uscita della flotta di Prevesa stazionando tra il villaggio di Kallithea, su Leucade e l'isola di Kalamos. Cinque giorni dopo la flotta di Prevesa uscì dal golfo e si riunì con la principale, salutando l'incontro con alcune cannonate, poi si diresse verso Sesoula, sulla costa occidentale di Leucade. I veneziani, allertati dai colpi da cannone, decisero di muoversi da Antipaxos per inseguire la flotta nemica. Quello stesso giorno, tuttavia, il Trevisan fu colto da un violento attacco di febbre terzana e la flotta abbandonò il suo proposito mentre gli ottomani si dedicarono al saccheggio di Cefalonia. Le condizioni del capitano generale continuarono a peggiorare al che il suo medico gli consigliò di sbarcare a Corfù ma egli rifiutò. Il 16 luglio era in punto di morte e si riunì un consiglio di guerra dove i capitani affidarono a Girolamo Contarini il governo della flotta in attesa di ricevere da Venezia il suo sostituto. Trevisan morì alle 3 di notte del 17 luglio. Due galee scortarono la salma a Corfù mentre il resto della flotta avanzò verso Zante.
Il 20 luglio la flotta veneziana guidata dal Contarini, dopo essersi accertata che non vi fossero navi nemiche, si diresse da Zante al Prodano. La controparte turca nel frattempo si posizionò presso Capo Zonchio, il giorno dopo bombardò la fortezza di Modone e il 22 fece sbarcare parte dell'artiglieria per sostenere l'assedio. 
Finalmente il 23 luglio il Contarini si diresse a sud verso Modone con il proposito di soccorrere la fortezza. I turchi non ebbero difficoltà ad avvistare i veneziani ed uscirono con tutte le galee dal golfo di Navarino (eccetto le navi, posizionate più a sud presso l'isola di Sapienza) per tagliargli la strada. Benché spirassero lo scirocco e l'austro e quindi le galee sottili veneziane fossero sottovento, si spinsero talmente avanti che giunsero a tiro e spararono una salva di cannonate contro i turchi per poi tornare indietro.
Il 24 luglio i veneziani ritentarono di raggiungere Modone. La flotta, composta da 33 galee sottili, 13 galee grosse, 20 navi quadre e 3 schirazzi veleggiò vicina alla costa, procedendo verso Capo Zonchio ma ancora una volta le navi turche iniziarono ad uscire dal golfo. Il Contarini diede l'ordine di stringersi per procedere più compatto ma il nemico disponeva di forze tre volte superiori rispetto ai veneziani e allora, per evitare di essere facilmente aggirato e poi circondato, si spostò più al largo in modo da creare un fronte più ampio. Si vennero allora a creare le condizioni favorevoli per attaccare battaglia: il cielo era terso, da nord-ovest spirava un debole maestrale che avrebbe fatto guadagnare velocità alle galee veneziane, la flotta turca stava uscendo dal porto e quindi era disposta di taglio ed infine i galeotti gridavano a gran voce di investire il nemico. Quando le due flotte erano ormai a tiro Contarini diede l'ordine alle galee grosse e a quelle sottili di scaricare l'artiglieria. Secondo l'ordine prestabilito, le prime a tirare furono le galee grosse di Giacomo Venier che sfilando l'una dietro l'altra investirono i turchi sul fianco sinistro mentre dalla parte opposta le sottili colpivano sul fianco destro. Schiacciate contro la costa e bersagliate sui fianchi, le navi ottomane ruppero la formazione e circa 60 galee bastarde e sottili decisero di attaccare la coda delle galee grosse veneziane investendone due, la Mosta e la Lezza, che si difesero valorosamente. Quattro galee grosse che erano lì vicino probabilmente a causa della schiacciante superiorità numerica ottomana, decisero di non speronare il nemico né di utilizzare l'artiglieria ma orzarono ed abbandonarono la battaglia. La galea sottile capitana allora, benché fosse impegnata a combattere forze tre volte superiori, segnalò alle quattro galee in ritirata di tornare a combattere e quando vide che ciò non aveva alcun effetto, diede l'esempio remando verso le due galee grosse ormai circondate e tirando contro le navi ottomane vicine. Prima ancora di raggiungerla fu bersagliata dai passavolanti e dalle bombarde nemiche finché un colpo la centrò a poppa, a babordo e a pelo d'acqua, trapassandola da parte a parte e creando un foro di 6 corbe da una parte e di 4 dall'altra. La nave iniziò ad imbarcare acqua e fu impossibile raggiungere la Mosta e la Lezza. Gli ufficiali si affrettarono a spostare il carico verso prua per controbilanciare la nave mentre i galeotti al contempo cercarono di rimuovere l'acqua; poco dopo fu soccorsa da alcune galee vicine e trainata fuori dalla battaglia. Le due flotte continuarono a scambiarsi colpi d'artiglieria fino al tramonto mentre la Mosta e la Contarina continuarono a combattere fino a tarda sera ma alla fine furono sopraffatte. 
La battaglia era terminata e solo poche navi veneziane erano state affondate o abbordate ma la maggior parte risultavano seriamente danneggiate, pertanto ripararono verso Zante. Non mancarono gli strascichi polemici, il Venier e l'Orio infatti accusarono il Contarini di aver voluto ingaggiare battaglia malgrado vi fosse bonaccia e il nemico fosse in netta superiorità numerica.

### Assalto finale
La sera dell'8 agosto tutte le galee sottili della flotta veneziana si diressero verso l'isola di Sapienza, a sud di Modone, scortando le cinque galee di Marco Grioni, Giovanni Malipiero, Alvise Michiel, Alessandro Gotti e Francesco Caccuri. Coperte dal buio le navi riuscirono ad approdare presso il molo della fortezza di Modone, eccetto la Griona che fu costretta a tornare indietro essendo inseguita da 13-15 galee turche. L'equipaggio fece appena in tempo a sbarcare e rifugiarsi all'interno delle mura attraverso un portello, aiutato dagli uomini della guarnigione, che le venti galee sottili turche di presidio al porto giunsero al molo incendiando una delle galee e catturando le altre tre. Al contempo, 60-80 navi tra fuste e galee del grosso della flotta ottomana si spinsero al largo, inseguendo le controparti veneziane per ore e costringendole a fuggire in mare aperto.
L'azione di contrasto dei turchi si rivelò tuttavia un diversivo, perché mentre buona parte dei difensori era impegnata a bersagliare le venti galee che si erano avvicinate al molo, i beilerbei diedero il segnale per l'assalto generale. Un primo squadrone si presentò sul ciglio del fossato davanti al torrione del castello, presso l'angolo nord-ovest della fortezza, che dopo 28 giorni di bombardamenti era crollato sotto i colpi dell'artiglieria ottomana, creando una grande rampa di macerie che aveva riempito il fossato e risultava più alta delle mura rimanenti. Quei galeotti e quegli stradiotti che avevano cercato di colmare la breccia erano stati massacrati dal tiro dei cannoni nemici. Al primo squadrone ne seguì un secondo che spinse letteralmente i soldati che aveva davanti dentro il fossato, ormai colmo e così via finché migliaia di asapi e giannizzeri salirono la rampa e cercarono di penetrare attraverso la breccia. I pochi difensori fecero il possibile per contrastarli sparando con artiglieria e armi da fuoco ma gettando anche pece, travi e sassi. Alla fine, dopo un cruento scontro alla base del torrione, il soverchiante numero degli attaccanti ebbe ragione dei veneziani. Un gruppo di soldati ottomani salì su quanto restava del torrione ed innalzò un grande vessillo dorato che fece subito accorrere l'intero esercito verso la fortezza. A questo punto i veneziani, sapendo che ormai Modone era perduta, diedero fuoco alla pece e fecero esplodere dei barili di polvere che avevano posto in alcune nicchie scavate nei bastioni, bruciando molti dei turchi che erano saliti sul torrione e sui bastioni vicini. Alla fine i nemici si fecero strada nel castello, penetrarono all'interno del cortile e da qui nel grande spazio racchiuso dalla cinta muraria esterna. I veneziani rimasti fuggirono in preda al terrore e i rettori e i sopracomiti non riuscirono più ad imbastire un'ultima resistenza. Al massacro che seguì sopravvissero poche decine di uomini della guarnigione che fuggirono a bordo di piccole barche e grazie all'oscurità riuscirono a miracolosamente a sfuggire alla sorveglianza delle navi turche. Tre giorni dopo riuscirono a raggiungere l'isola di Zante e annunciare la caduta di Modone. Le donne e i bambini rimasti all'interno della fortezza uscirono dalle mura dal lato del molo e si consegnarono ai turchi, furono presi prigionieri e resi schiavi. I rettori e pochi altri furono anch'essi presi prigionieri e successivamente sfruttati quali testimoni per cercare di indurre alla resa Navarino e Corone. Tutti gli altri vennero subito decapitati.

## Conseguenze
La notte del 9 agosto, poche ore dopo la caduta di Modone, si scatenò una violenta tempesta che perdurò fino al mattino successivo e investì in pieno la malridotta flotta veneziana, vanificando un tentativo di soccorso a Corone. Quest'ultima cadde il 16 agosto dopo che i 7000-8000 civili presenti si ribellarono al provveditore Francesco Zigogna e consegnarono la città ai turchi che risparmiarono loro la vita, non saccheggiarono il borgo e ottennero persino l'esenzione fiscale per tre anni.